# Steinbrunn-le-Haut
Steinbrunn-le-Haut é uma comuna francesa na região administrativa de Grande Leste, no departamento Alto Reno. Estende-se por uma área de 9,26 km². Em 2010 a comuna tinha 621 habitantes (densidade: 67,1 hab./km²).